# Oggetti magici di Harry Potter
Nella serie letteraria di Harry Potter, creata da J. K. Rowling, si incontrano numerosi oggetti magici.

## Doni della Morte

Il simbolo dei Doni della Morte

I Doni della Morte (Deathly Hallows) sono tre oggetti magici leggendari descritti nei Doni della Morte. Secondo la leggenda, ripresa dal racconto La storia dei tre fratelli presente nel libro Le fiabe di Beda il Bardo, furono creati dalla Morte stessa su richiesta di tre fratelli che erano riusciti a evitarla: il maggiore chiese una bacchetta magica invincibile, il secondogenito richiese un oggetto in grado di riportare in vita i propri cari deceduti ed il minore optò per un mantello con il potere di rendere l'utilizzatore invisibile perfino alla Morte. I protagonisti del racconto sono generalmente identificati nei fratelli Peverell, Antioch, Cadmus e Ignotus, appartenenti a un'antica famiglia magica estintasi in linea maschile e dalla quale i doni sarebbero poi stati tramandati attraverso le generazioni. A detta di Silente, invece, è più probabile che siano stati gli stessi fratelli Peverell, inventori ingegnosi e maghi di grandissimo talento, a creare i tre oggetti.
I Doni della Morte sono ritenuti oggetti magici di straordinaria potenza, e secondo la leggenda riunirli tutti e tre renderebbe il possessore il padrone e conquistatore della Morte; per questo nel corso dei secoli in molti hanno tentato di scovarli e di impossessarsene, tra cui Gellert Grindelwald e Albus Silente. Il simbolo dei Doni della Morte è costituito da una sorta di occhio triangolare dalla pupilla verticale. In maniera stilizzata la linea verticale raffigura la Bacchetta di sambuco, il cerchio la Pietra della resurrezione e il triangolo il Mantello dell'invisibilità. Poiché Grindelwald aveva disegnato il simbolo dei doni su un muro di Durmstrang, il simbolo è da alcuni erroneamente considerato il marchio del mago oscuro. Il simbolo dei Doni della Morte si ricollega a un simbolo alchemico simile rappresentato nel Rosarium philosophorum.
La Rowling ha ideato autonomamente i tre oggetti, ma ha riconosciuto nella storia dei tre fratelli delle similitudini con Il racconto dell'indulgenziere di Geoffrey Chaucer e nel simbolo dei doni un'analogia con il simbolo misterioso nel film L'uomo che volle farsi re.

### Bacchetta di sambuco

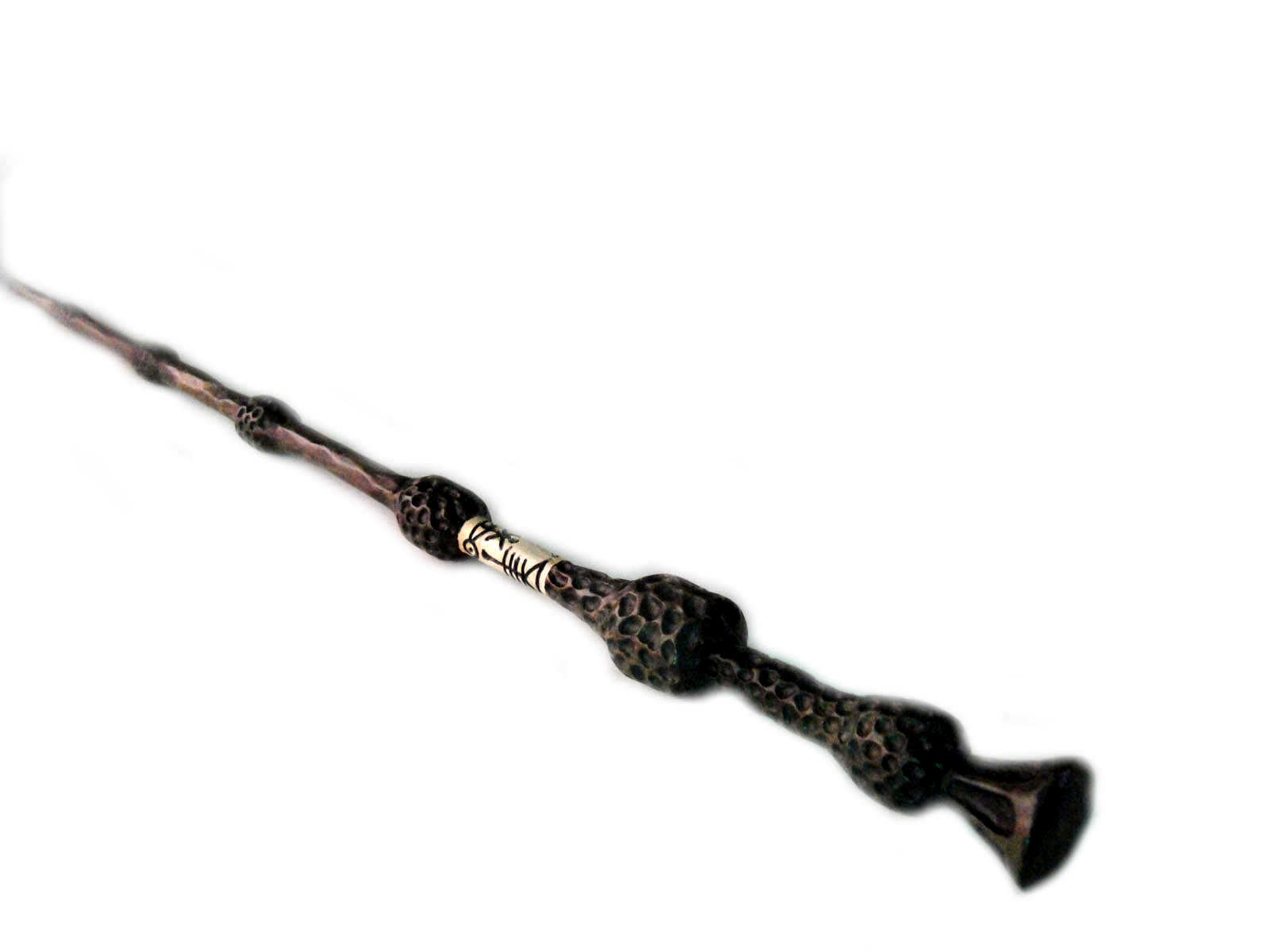
Una riproduzione della Bacchetta di Sambuco così come appare nei film della serie

La Bacchetta di sambuco (Elder Wand) è la più potente delle bacchette magiche esistenti, tanto che nelle mani del suo legittimo proprietario viene ritenuta invincibile e capace di imprese magiche impossibili per bacchette convenzionali. Essa è realizzata a partire da materiali non convenzionali, come il legno di sambuco per il corpo e un nucleo di crine di thestral. Secondo la leggenda la Bacchetta di sambuco venne donata dalla Morte ad Antioch Peverell, un uomo bellicoso che desiderava una bacchetta degna di un mago che aveva battuto la Morte. A causa della sua formidabilità la bacchetta divenne il Dono della Morte più ambito e nel corso dei secoli cambiò numerose volte padrone; poiché quasi sempre ciò avvenne in modo violento e con l'uccisione del proprietario precedente, si diffuse il falso mito che per impadronirsene non fosse sufficiente disarmare il proprietario ma si dovesse necessariamente assassinarlo. In realtà essa si comporta esattamente come ogni altra bacchetta, sebbene non mostri alcuna lealtà verso il proprietario ma sia solo interessata alla ricerca di potere. La Bacchetta di sambuco giunge infine al fabbricante di bacchette Gregorovich, al quale viene rubata da Gellert Grindelwald; quando poi Silente sconfigge il mago oscuro, diviene anche il proprietario della bacchetta.
Alla morte di Silente nel Principe mezzosangue la bacchetta viene seppellita con lui, ma, scoperto che si tratta della Bacchetta di sambuco, Voldemort profana la tomba del preside e se ne impossessa. Lo strumento si rifiuta tuttavia di ubbidirgli, in quanto Draco Malfoy ne era diventato inconsapevolmente il legittimo proprietario dopo aver disarmato Silente. In seguito Harry disarma Draco e la bacchetta si piega quindi al suo volere, così che nella battaglia finale contro Voldemort il giovane riesce a prevalere. Dopo aver sfruttato i suoi enormi poteri per riparare la sua bacchetta originale, Harry la ripone nella tomba di Silente, sperando che alla sua morte ella perda i suoi poteri. Nel film I Doni della Morte - Parte 2 invece la spezza in due gettando i resti nel vuoto.
La scrittrice infonde le antiche simbologie associate agli alberi, non a caso la parola elder significa anche "il più antico". La pianta del sambuco è tradizionalmente associata ai concetti di morte e resurrezione, data la sua capacità di rigenerare i suoi rami danneggiati. Il potere magico associato al sambuco è rafforzato da varie credenze medievali secondo le quali gli alberi costituivano la residenza delle streghe o secondo le quali i mobili realizzati col suo legno portassero sfortuna.

### Pietra della resurrezione
La Pietra della resurrezione (Resurrection Stone) è una pietra in grado di rievocare i morti in uno stato di semi-vita. Secondo la leggenda la Pietra della resurrezione venne donata dalla Morte a Cadmus Peverell, il quale la usò per riportare in vita la sua fidanzata deceduta; essa era però triste e malinconica, capendo di non appartenere al mondo dei vivi, ed alla fine Cadmus, pazzo di dolore, si suicidò per raggiungerla nell'aldilà. La pietra venne ereditata dalla famiglia Gaunt che la incastonò in un anello tramandandolo poi di generazione in generazione come cimelio di famiglia. Quando l'anello giunse infine in possesso di Orvoloson Gaunt, del valore della pietra si era persa definitivamente la memoria. Ignorando anch'egli la natura della pietra, Voldemort trasforma l'anello in un Horcrux. Quando Albus Silente distrugge l'Horcrux nel Principe mezzosangue, recupera la pietra e la nasconde nel boccino d'oro lasciato in eredità a Harry. Questi usa la Pietra della resurrezione nella Foresta proibita per evocare gli spiriti dei suoi genitori, di Sirius Black e di Remus Lupin, i quali lo rassicurano e gli infondono coraggio prima che il ragazzo si consegni a Voldemort. Harry perde poi la pietra nella foresta, ma dopo la sconfitta di Voldemort decide di non cercarla e di non rivelare la sua posizione a nessuno, nella speranza che di essa si perdano le tracce.

### Mantello dell'invisibilità

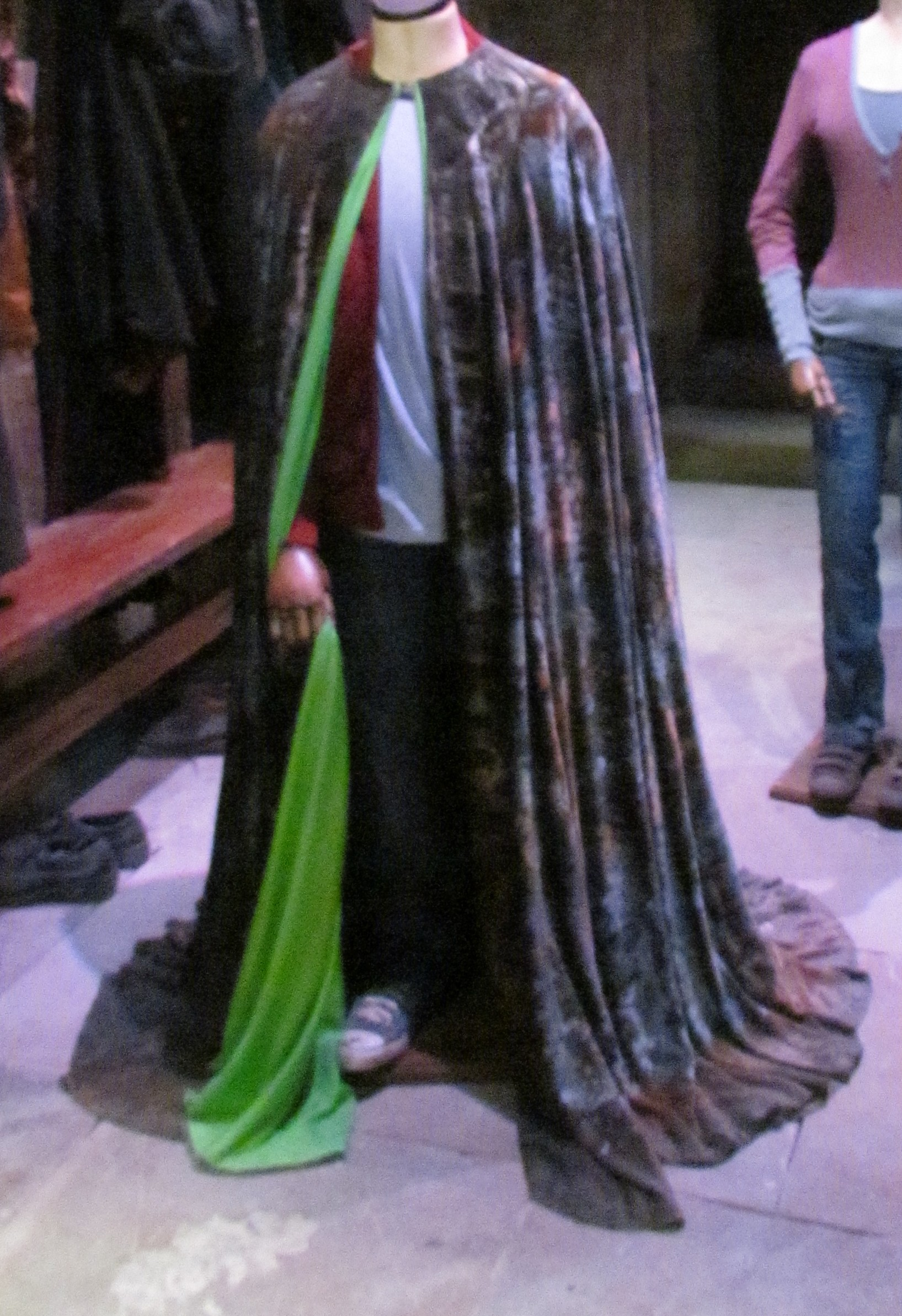
Il Mantello dell'invisibilità

Il Mantello dell'invisibilità (Invisibility Cloak) è un mantello in grado di rendere invisibile chi lo indossa. Sebbene esistano altri mantelli che conferiscono invisibilità o incantesimi che se gettati su un mantello sono in grado di generare effetti simili, il Mantello dell'invisibilità è speciale in quanto non si logora e non perde mai la sua efficacia con l'uso e con il tempo e risulta immune alla maggior parte degli incantesimi. Alcune creature, come Mrs Purr, Nagini e i dissennatori, sono in grado di avvertire la presenza di una persona anche se nascosta sotto il mantello, mentre l'occhio magico di Alastor Moody può vedervi attraverso. L'oggetto è realizzato in un tessuto molto leggero dalla consistenza simile all'acqua e dalla tinta argentea. Secondo la leggenda il Mantello dell'invisibilità fu donato dalla Morte a Ignotus Peverell, il più giovane e umile dei tre fratelli Peverell, quale lo trasmise ai suoi discendenti fino a che giunse in possesso di James Potter. Dopo l'assassinio dell'uomo, l'oggetto viene custodito da Albus Silente, il quale lo consegna al legittimo proprietario, Harry, a Natale del suo primo anno a Hogwarts nella Pietra filosofale. L'oggetto si rivela molto utile nel corso delle avventure del ragazzo e dei suoi amici. Nella Maledizione dell'erede Harry tramanda il mantello al suo figlio primogenito James Sirius.

## Horcrux
Un Horcrux è un oggetto che contiene un frammento dell'anima di un mago. Lo scopo principale che spinge a ricorrere a questo espediente è vincere la morte, in quanto, anche se si viene colpiti mortalmente, la parte di anima contenuta nell'Horcrux non può esistere senza il contenitore e garantisce di sopravvivere in una forma di semi-vita spirituale. Da questa condizione si può tornare in pieno possesso del proprio corpo e delle proprie forze grazie all'aiuto di particolari sostanze, incantesimi o pozioni. Si tratta della magia più oscura esistente, in quanto per creare un Horcrux è necessario compiere un incantesimo estremamente complicato che richiede che l'anima sia stata precedentemente scissa, e l'unico modo per dividere la propria anima è commettere il gesto più malvagio possibile, cioè un omicidio. Anche gli animali possono essere trasformati in Horcrux. Non c'è limite al numero di Horcrux che una persona può creare, ma con la progressiva divisione dell'anima in parti sempre più piccole si inizia a perdere la propria umanità e l'anima diventa progressivamente più instabile e deteriorata, e tale cambiamento si riflette anche sul proprio aspetto fisico.
Gli Horcrux non possono essere distrutti con mezzi e magie tradizionali, ma devono essere danneggiati in modo irreparabile, affinché l'oggetto e la parte di anima del creatore siano distrutti. Gli unici oggetti magici o incantesimi conosciuti in grado di farlo sono il veleno del basilisco e l'ardemonio. Un altro modo per eliminare un Horcrux è che chi lo ha creato inverta il processo, consentendo alla propria anima mutilata di tornare allo stato originale: l'unico sistema conosciuto per attuare questa inversione consiste nel provare un profondo e sincero rimorso per quello che si è fatto, avendone la piena consapevolezza. Si tratta di un processo molto doloroso, la cui riuscita non è certa e che, anzi, può facilmente essere fatale.
Gli Horcrux creati da Lord Voldemort e la loro distruzione sono centrali nella trama degli ultimi due libri della serie. Voldemort, unico mago noto ad aver mai creato più di un Horcrux, scelse deliberatamente per i suoi Horcrux degli oggetti preziosi o che hanno per lui un valore affettivo notevole. Questi sono: la coppa appartenuta a Tosca Tassorosso, il medaglione di Salazar Serpeverde, il diadema di Priscilla Corvonero, il diario che aveva da giovane, l'anello dei Peverell tramandato ai Gaunt e contenente la Pietra della resurrezione e Nagini; inoltre, lo stesso Harry Potter costituisce un Horcrux involontario.
J. K. Rowling non ha mai dichiarato l'etimologia del nome Horcrux; in base al fatto che la scrittrice si sia ispirata, per altri nomi, alla lingua sassone, la saggista Marina Lenti ha ipotizzato che possa derivare dal sostantivo horh, fra i cui significati c'è quello di "umore" inteso come fluido biologico, e cruce, indicante un piccolo contenitore destinato a contenere liquidi come l'olio o l'acqua. Tale etimologia si accorderebbe con il significato di "contenitore di essenza", intesa come "anima".

### Diario di Tom Riddle
Tom Riddle, il futuro Voldemort, creò il suo primo Horcrux durante il quinto anno a Hogwarts, usando il suo diario di allora. Il diario venne poi affidato da Voldemort a Lucius Malfoy, che venne informato del suo potere corruttivo e del suo ruolo chiave per riaprire la camera dei segreti ma non della sua natura di Horcrux. Nella Camera dei segreti Lucius nasconde il diario tra i libri scolastici di Ginny Weasley, la quale incautamente vi scrive sopra e trova un interlocutore nel frammento di anima contenuto nell'Horcrux, aprendogli il suo cuore e facendo in modo che progressivamente l'artefatto inizi a possederla e ad assorbirle la vita. Tramite Ginny il diario riesce a riaprire la camera dei segreti, finché Harry non lo distrugge pugnalandolo con una zanna avvelenata del basilisco.
La Rowling trasse l'idea per il diario di Tom Riddle dalla sua avversione per i diari personali, che considera manipolatori, spaventosi e terribili, dal momento che spingono le persone a scrivervi i propri pensieri più intimi. Partendo da questo presupposto, l'autrice si immaginò un diario in grado di rispondere, gettando un'ombra sulla provenienza delle risposte e sulla loro stessa bontà.

### Anello di Orvoloson Gaunt
L'anello di Orvoloson Gaunt è un oggetto tramandato di generazione in generazione all'interno della famiglia Gaunt, fin da quando Cadmus Peverell lo creò inserendovi come gioiello la Pietra della resurrezione. Viene rubato da Tom Riddle a suo zio Orfin Gaunt e usato come secondo Horcrux, tramite l'assassinio di suo padre Tom Riddle Sr., ignorando che contenga uno dei Doni della Morte. Tom indossa l'anello per qualche tempo durante i suoi studi a Hogwarts e in seguito lo nasconde nella baracca dei Gaunt a Little Hangleton. Qui viene trovato da Silente qualche tempo prima degli eventi del Principe mezzosangue. Capendo di trovarsi di fronte alla Pietra della resurrezione, Silente si infila l'anello, volendo rivedere la sorella morta in tragiche circostanze, ma viene colpito da una potente maledizione predisposta da Voldemort, che viene temporaneamente arginata da Severus Piton alla sola mano, ma che lo avrebbe comunque ucciso in breve tempo. Successivamente il preside distrugge l'Horcrux con la spada di Godric Grifondoro, impregnata del veleno del basilisco, recupera la Pietra della resurrezione e la nasconde nel boccino d'oro che lascia in eredità a Harry.

### Medaglione di Salazar Serpeverde
Prezioso medaglione d'oro e smeraldi in possesso di Salazar Serpeverde, fu poi ereditato dalla famiglia Gaunt, ultimi suoi discendenti. Venduto da Merope Gaunt per necessità, giunse tra le mani di Hepzibah Smith, la quale venne poi uccisa da Tom Riddle che trasformò il medaglione in Horcrux. Voldemort lo nascose in una caverna in cui da piccolo aveva terrorizzato due suoi compagni di orfanotrofio e vi pose a protezione numerosi incantesimi, testando la loro validità tramite l'elfo domestico Kreacher. Il Mangiamorte pentito Regulus Black, tuttavia, scoperto il segreto, lo rubò e mise al suo posto una copia, affidando il compito di distruggere il medaglione a Kreacher, il quale, non riuscendoci, lo nascose al 12 di Grimmauld Place. Nel Principe mezzosangue Silente e Harry recuperano il medaglione dalla caverna, apprendendo però che si tratta di un falso. Mundungus Fletcher intanto ruba il vero medaglione e, ignorando cosa sia, lo vende a Dolores Umbridge. Tramite un'irruzione al Ministero della Magia nei Doni della Morte, Harry, Ron e Hermione riescono a sottrarlo alla donna e tentano a lungo invano di distruggerlo. I loro sforzi sono contrastati dal medaglione stesso, che si apre solo se ci si rivolge a lui in serpentese e che corrompe l'animo del suo portatore; è Ron a riuscire infine a distruggerlo con la spada di Godric Grifondoro.

### Coppa di Tosca Tassorosso
La coppa d'oro venne creata da Tosca Tassorosso, la quale la dotò di poteri misteriosi e sconosciuti, e la tramandò ai suoi discendenti, giungendo infine in possesso della ricca strega Hepzibah Smith. Tom Riddle rubò la coppa e la trasformò in un Horcrux tramite l'avvelenamento della stessa Smith. Egli affidò poi la coppa a Bellatrix Lestrange, la quale la mise in custodia nella sua camera di sicurezza alla Gringott, aumentandone la protezione con degli incantesimi. Nei Doni della Morte Harry, Ron e Hermione fanno irruzione nella banca e trafugano l'Horcrux, che viene poi distrutto da Hermione a Hogwarts tramite una zanna del basilisco recuperata dalla camera dei segreti.

### Diadema di Priscilla Corvonero
Il diadema venne creato da Priscilla Corvonero e si dice che conferisca saggezza al suo portatore. Venne sottratto a Priscilla da sua figlia Helena Corvonero, che lo nascose in Albania poco prima di essere uccisa dal Barone Sanguinario e di diventare il fantasma della casa di Corvonero a Hogwarts. Durante i suoi studi, Tom Riddle la convinse a rivelargli il nascondiglio del diadema, ed egli, dopo averlo trafugato e trasformato in Horcrux qualche anno più tardi, lo depose nella Stanza delle Necessità. Nei Doni della Morte il diadema viene distrutto dall'ardemonio lanciato da Vincent Tiger, quando lui, Gregory Goyle e Draco Malfoy attaccano Harry, Ron e Hermione nella Stanza delle Necessità.

## Oggetti di uso comune

### Bacchetta magica

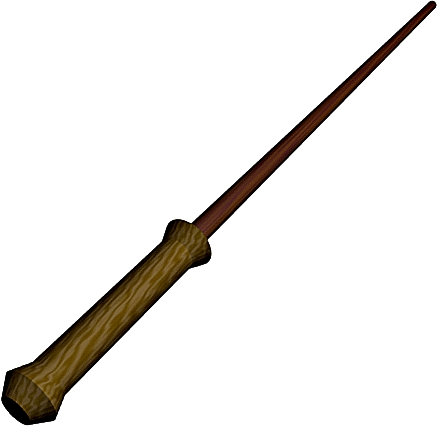
La bacchetta magica utilizzata da Harry Potter

La bacchetta magica (wand) è un oggetto magico tramite il quale maghi e streghe incanalano i loro poteri magici e ne aumentano l'efficacia. Eseguire incantesimi senza bacchetta è possibile ma richiede grande abilità ed esperienza nel dosare correttamente l'emissione e inquadrare il bersaglio della magia, senza contare che l'incantesimo risultante sarà quasi sempre più debole e limitato dell'equivalente lanciato con una bacchetta; per questo la maggior parte della popolazione magica umana la usa comunemente. Altre creature magiche come elfi domestici o folletti, invece, non hanno bisogno di ricorrere alle bacchette per eseguire le loro magie ed anzi per loro è vietato utilizzarle.

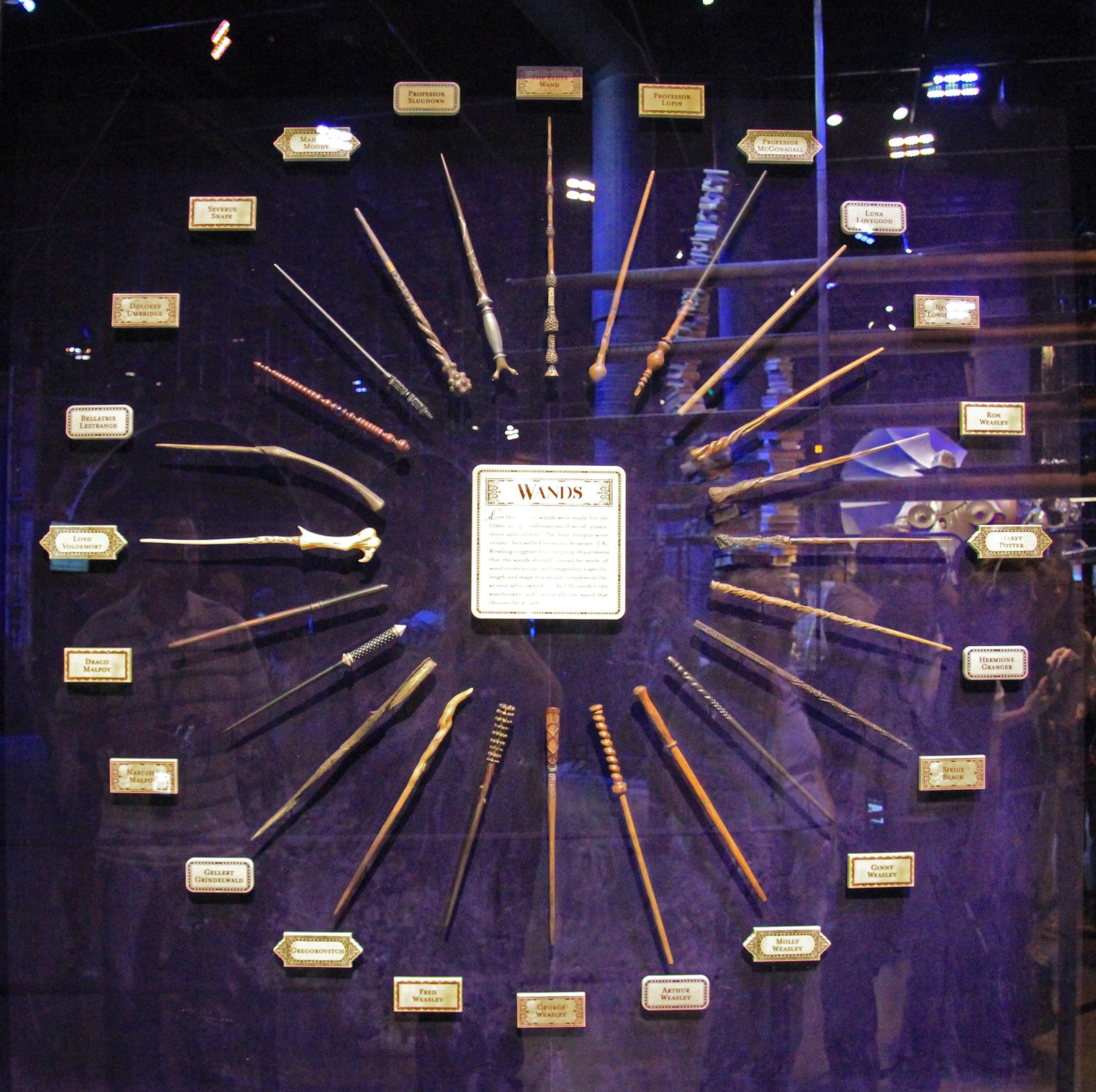
Le bacchette magiche dei vari personaggi

Le bacchette magiche hanno forme e lunghezze differenti. La maggior parte è compresa tra i nove e i quattordici pollici (23-35 cm), sebbene ne esistano anche rari modelli più corti o lunghi sovente realizzati su misura. La rigidezza o la flessibilità delle bacchette sono il risultato del legno impiegato per realizzarle e forniscono un'indicazione del grado di adattabilità e di obbedienza dello strumento. Una bacchetta è realizzata a partire da un legno di qualità in grado di resistere alle continue sollecitazioni magiche e ricavato da alberi selezionati, come frassino, noce, ippocastano, ebano, olmo o quercia. Al suo interno, per tutta la lunghezza della bacchetta, è inserita un'anima, che ne costituisce il nucleo e conferisce l'abilità di produrre magie. Per l'anima vengono utilizzati materiali magici molto potenti, come piume di coda di fenice, crini di unicorno, corde di cuore di drago, capelli di veela o crini di kelpie o di thestral. Ogni bacchetta è unica in base alle combinazioni delle caratteristiche fondamentali di lunghezza, flessibilità, legno e anima. Queste determinano a loro volta le abilità dello strumento: rendendo ad esempio alcune bacchette più adatte al combattimento, altre più potenti negli incantesimi o più immediate da usare o altre ancora più adatte per magie raffinate ed eleganti.
Come spiega l'illustre fabbricante di bacchette Olivander, è la bacchetta a scegliere il mago, pertanto il processo di selezione e di acquisto di una bacchetta può risultare molto lungo e personale. Una volta ottenuta la fiducia dell'oggetto, il mago diventa il proprietario esclusivo della bacchetta e l'unico a poterla utilizzare godendo della sua piena efficacia. Essa può tuttavia cambiare proprietario se viene vinta lealmente in duello, nel caso di morte del suo precedente padrone o per bacchette non particolarmente legate al loro proprietario, come la Bacchetta di sambuco. Quando due bacchette aventi l'anima proveniente dalla stessa creatura vengono fatte scontrare in combattimento, si genera uno strano effetto noto come Prior Incantatio; ne sono un esempio le bacchette di Harry e di Voldemort, che condividono le piume della stessa fenice Fanny.

### Calderone
Il calderone (cauldron) è una grossa pentola usata per preparare le pozioni. Ne esistono di molteplici dimensioni e materiali, i più comuni dei quali sono peltro e ferro. A causa della loro mole spesso ingombrante, i calderoni sono solitamente stregati per pesare di meno o ripiegarsi per occupare meno spazio quando non in uso. Agli studenti di Hogwarts viene chiesto di procurarsi un semplice calderone in peltro di misura standard 2 per le lezioni di pozioni. Nel Calice di fuoco Percy Weasley avvia un'inchiesta ministeriale sullo spessore del fondo dei calderoni importati dall'estero, giudicato troppo esiguo e a rischio di perdite.

### Dipinti e fotografie
Nel mondo di Harry Potter i soggetti dei dipinti e dei ritratti si muovono, interagiscono con i loro osservatori, parlano e dispiegano emozioni e personalità e possono spostarsi in altri ritratti adiacenti per farsi visita a vicenda o per riferire messaggi; possono anche viaggiare tra tutti i quadri che li raffigurano muovendosi da un luogo all'altro, come il caso del ritratto di Phineas Nigellus Black, che può spostarsi a piacimento tra i suoi due quadri collocati uno nell'ufficio del preside di Hogwarts e l'altro a Grimmauld Place, 12. Alcuni dipinti sono in grado di eseguire azioni con effetti diretti sul mondo esterno, come il ritratto della Signora Grassa, che sorveglia l'ingresso alla sala comune di Grifondoro e si apre per far passare coloro che pronunciano la parola d'ordine, il ritratto di Ariana Silente nella Stanza delle Necessità, che nasconde un passaggio segreto verso la locanda Testa di Porco, o il dipinto della ciotola piena di frutta all'ingresso della cucina di Hogwarts, che nasconde una porta e se si solletica la pera essa si trasforma in maniglia.
I soggetti dei ritratti sono senzienti per via di incantesimi eseguiti dal momento della realizzazione da parte dell'artista. Essi costituiscono una sorta di impressione della persona che ritraggono, imitandone l'atteggiamento di base e i suoi modelli di pensiero; i ritratti non catturano quindi l'essenza di una persona e sono limitati nelle loro possibilità di interazione e di dialogo con gli osservatori. Tra i numerosi dipinti che si trovano a Hogwarts, i più magicamente avanzati sono quelli degli ex presidi della scuola, che vengono commissionati prima della morte del loro soggetto e infusi di ricordi, conoscenze e saggezza, in modo tale da prestare servizio e dare consigli al preside in carica.
Le fotografie magiche, come quelle che compaiono sui giornali del mondo magico, hanno proprietà simili a quelle dei ritratti: le figure all'interno si muovono in un ciclo continuo e a volte lasciano anche la cornice, ma non riflettono le emozioni o le azioni delle loro controparti reali. Per poter ottenere fotografie magiche si può anche usare una normale macchina fotografica babbana, ma il rullino andrà poi sviluppato in un'apposita pozione.

### Penna
La penna o piuma (quill) è lo strumento utilizzato più comunemente dalla comunità magica per scrivere. Come la sua controparte reale, viene intinta in un calamaio contenente dell'inchiostro e poi impiegata per scrivere su carta o pergamena. Oltre a quelli comuni ne esistono alcuni modelli particolari:
- La piuma anticopiatura (Anti-Cheating Quill) è una piuma che impedisce di copiare. Viene fornita agli studenti di Hogwarts per affrontare gli esami G.U.F.O. e M.A.G.O.[43]
- La piuma rispostapronta (Auto-Answer Quill) è una piuma in grado di scrivere automaticamente la risposta corretta alle domande che vengono poste. È, naturalmente, bandita dagli esami e da qualsiasi attività scolastica.[44]
- La penna autocorreggente (Spell-Checking Quill) è un prodotto Tiri Vispi Weasley. Corregge automaticamente gli errori che si commettono mentre si sta scrivendo; ha però un effetto di breve durata e quando l'incantesimo sta per esaurirsi la piuma non solo non corregge gli errori ma porta a commetterne di giganteschi.[45]
- La penna prendiappunti (Quick Quotes Quill) è la piuma usata da Rita Skeeter nelle sue interviste. La penna agisce da sola, lasciando a Rita la possibilità di concentrarsi sulle domande e sull'intervista. Essa non riporta testualmente le parole dell'intervistato, ma le distorce o le cambia totalmente per creare articoli sensazionalistici e faziosi.[46]
- La piuma di Dolores Umbridge (Black Quill) è la piuma utilizzata da Dolores Umbridge per punire gli studenti. È una lunga piuma nera dalla punta molto affilata che non richiede inchiostro, in quanto scrive con il sangue dell'utilizzatore e incide le parole sotto forma di ferita sul dorso della mano della persona, tanto più profondamente quanto più la si usa.[47]

## Oggetti leggendari

### Cappello parlante

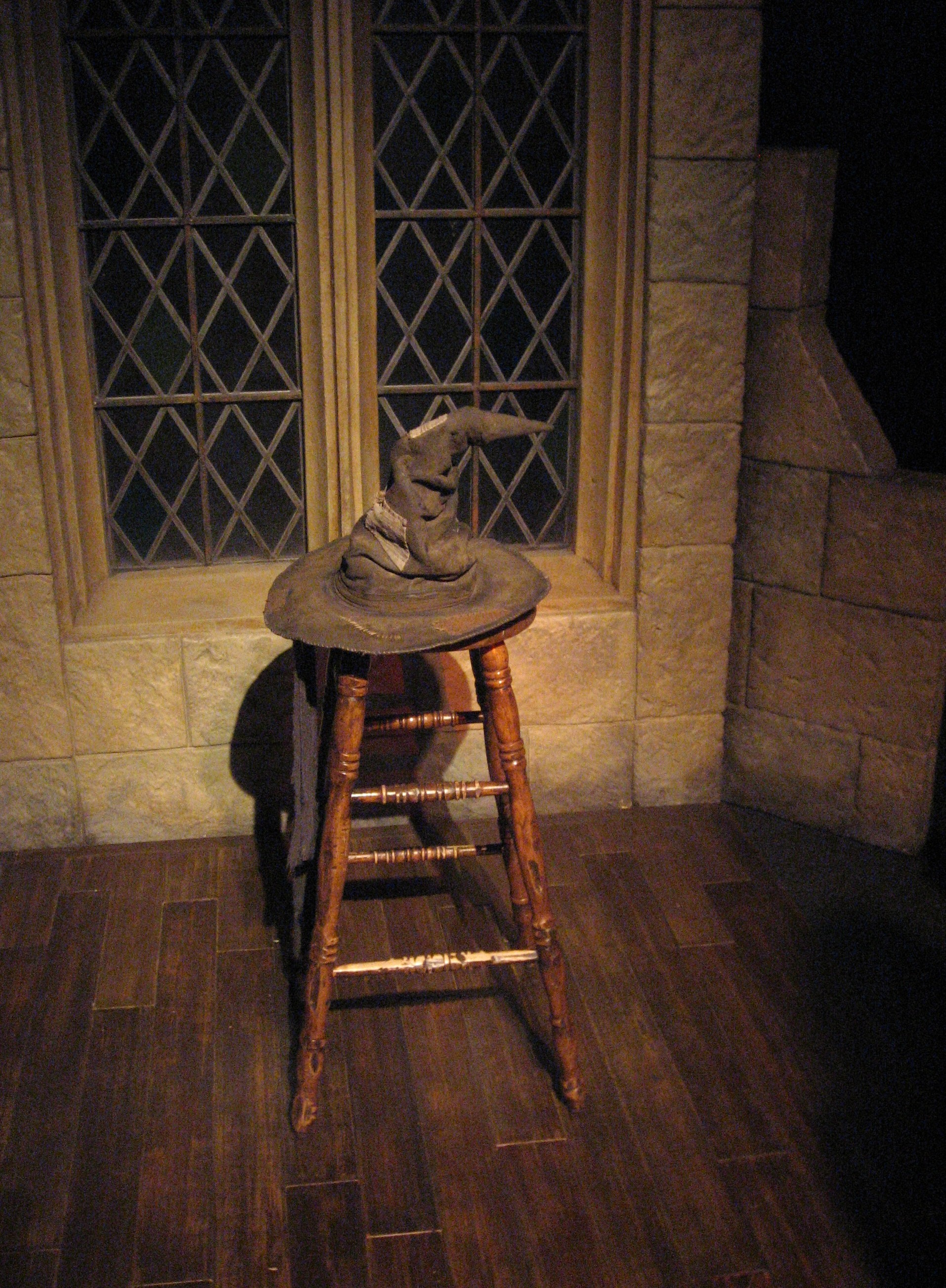
Una replica del Cappello parlante mostrato nei film nella mostra Harry Potter, l'exposition di Parigi

Il Cappello parlante (Sorting Hat) è un oggetto magico senziente utilizzato a Hogwarts per smistare gli studenti del primo anno nelle quattro case di Grifondoro, Tassorosso, Corvonero o Serpeverde. I quattro fondatori di Hogwarts selezionavano infatti personalmente gli studenti per le loro case in base alle caratteristiche caratteriali e comportamentali che prediligevano maggiormente; volendo portare avanti il processo di selezione e smistamento degli studenti secondo le loro preferenze anche dopo la loro morte, stregarono il cappello di Godric Grifondoro affinché svolgesse questo compito. A causa della sua millenaria esistenza, il Cappello parlante appare consunto, logoro e sporco, con strappi, pieghe e toppe che lo fanno apparire come dotato di occhi e bocca.
Il Cappello parlante è conservato nell'ufficio del preside di Hogwarts e viene utilizzato all'arrivo degli studenti a Hogwarts per l'inizio dell'anno scolastico. L'oggetto prima accoglie i ragazzi e il personale cantando una canzone di apertura, diversa ogni anno, poi ogni studente del primo anno si sottopone allo smistamento: il cappello gli viene posto sulla testa e, utilizzando le sue doti di legilimanzia, scruta nella sua mente e, tenendo conto sia delle caratteristiche che ne individua sia delle sue preferenze personali, lo assegna alla casa più idonea; dopo una riflessione in cui sussurra le sue considerazioni nell'orecchio dello studente, annuncia la sua scelta declamando ad alta voce il nome della casa. Gli studenti che mettono in difficoltà il Cappello parlante mettendolo in dubbio tra due o più case e costringendolo a ragionare a lungo sulla sua scelta sono detti testurbanti (hatstall); ne sono esempi Hermione e Neville Paciock.
Nella Camera dei segreti il Cappello parlante viene portato dalla fenice Fanny a Harry nella camera dei segreti, e il ragazzo riesce a estrarre dall'oggetto la spada di Godric Grifondoro (che usa per uccidere il basilisco), cosa che solo un vero Grifondoro può fare. Nei Doni della Morte il cappello fornisce allo stesso modo la spada di Grifondoro a Neville per uccidere Nagini. Nella stessa occasione viene dato alle fiamme da Voldemort, ma non ne risulta distrutto, infatti nell'epilogo del romanzo, ambientato diciannove anni dopo la conclusione della storia, si apprende che viene ancora utilizzato per lo smistamento. Nei film il Cappello parlante è doppiato in originale da Leslie Phillips e in italiano da Ettore Conti.

### Pietra filosofale

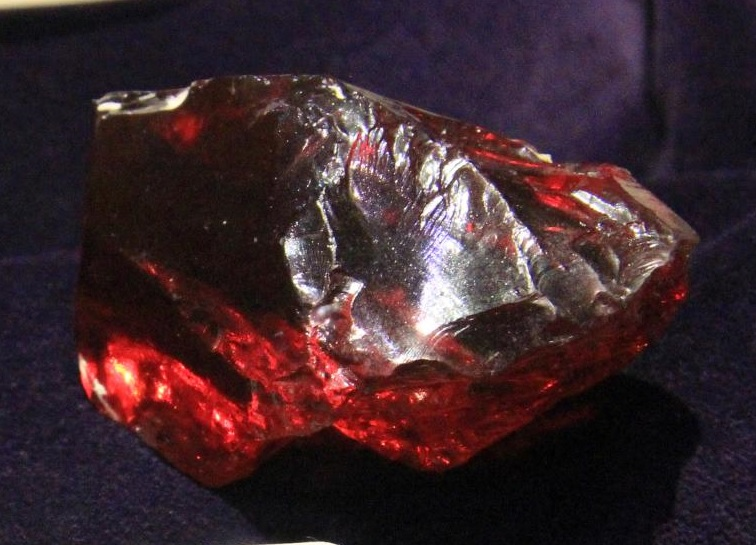
La pietra filosofale come appare nel primo film

La pietra filosofale (Philosopher's Stone) è ispirata all'omonima sostanza leggendaria alchemica. Si tratta di una pietra rosso sangue di circa cinque centimetri di lunghezza in grado di trasformare qualsiasi metallo in oro e di produrre l'elisir di lunga vita, che se bevuto regolarmente dona l'immortalità. Fu creata dal celebre alchimista Nicolas Flamel, amico di Silente. Nella Pietra filosofale l'artefatto viene nascosto prima alla Gringott e poi nel corridoio del terzo piano di Hogwarts, protetto da numerosi incantesimi difensivi. Poiché Voldemort però riesce quasi a impossessarsene per riottenere la vita, Flamel, che grazie all'elisir da essa prodotto è vissuto per più di sei secoli, accetta di distruggerla al termine del romanzo e, quindi, di morire.

### Spada di Godric Grifondoro

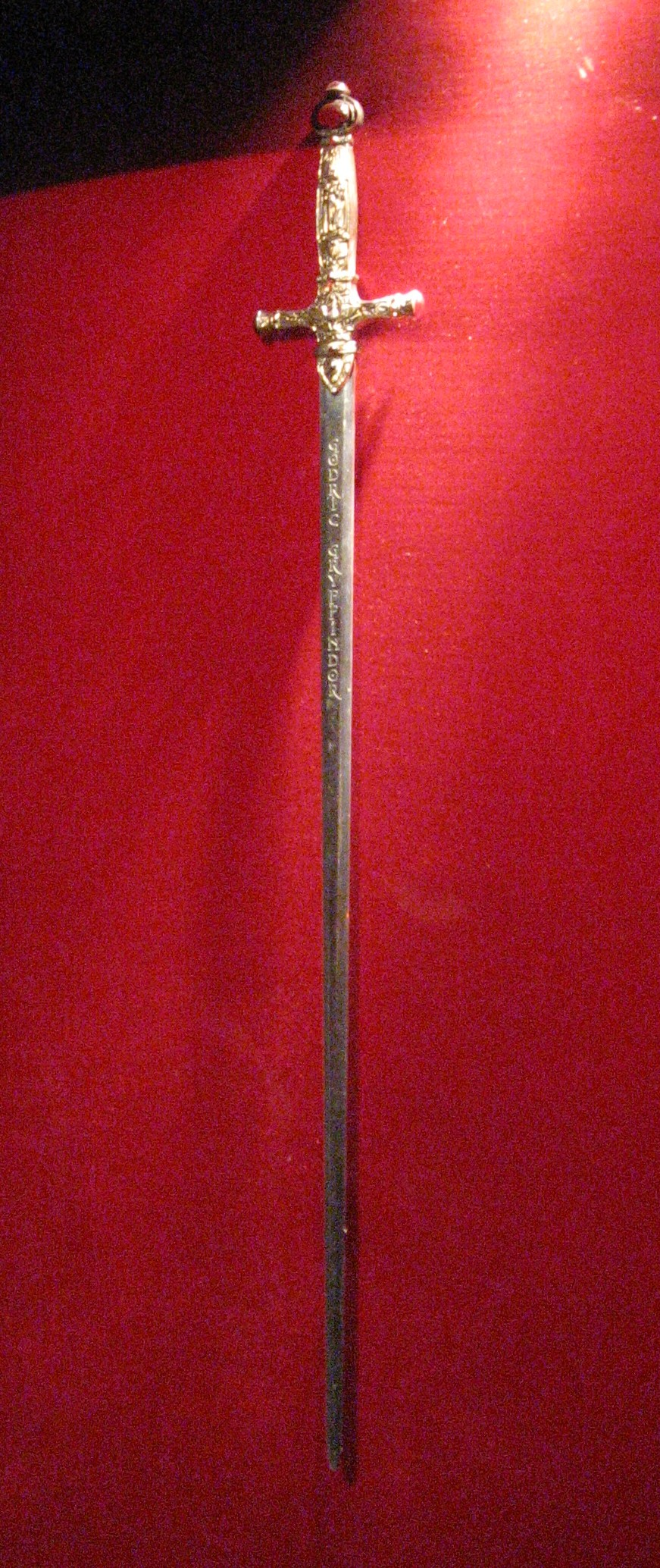
La spada di Godric Grifondoro

Si tratta di una spada forgiata dal folletto Ranci il Primo per Godric Grifondoro. È realizzata interamente in argento e ornata sull'elsa con dei rubini. Essendo stata creata dai folletti, è indistruttibile e infusa con le proprietà magiche tipiche delle loro opere, assorbendo le caratteristiche di qualunque sostanza vi entri in contatto e che sia in grado di renderla più forte. Nonostante fosse stata forgiata espressamente per Godric Grifondoro e da questi pagata, a Ranci la spada piacque talmente tanto che desiderò tenerla e sparse quindi la voce che gli fosse stata rubata dal mago, dando origine nei secoli a una falsa leggenda. A detta della Rowling il malinteso fu inoltre acuito dalle differenze culturali tra umani e folletti, in quanto i primi considerano di loro proprietà perpetua gli oggetti che hanno acquistato, mentre i secondi possono occasionalmente accettare di lasciare degli oggetti da loro creati in custodia a esponenti di altre razze, ma ritengono questi artefatti loro di diritto alla morte dell'utilizzatore.
La spada di Godric Grifondoro è rimasta in possesso della comunità magica umana britannica dalla morte del suo possessore, custodita nell'ufficio del preside di Hogwarts. La spada può presentarsi agli studenti di Grifondoro in difficoltà: solo un vero membro della casa può farla comparire nel Cappello parlante. Harry vi riesce nella Camera dei segreti e usa la spada per uccidere il basilisco, facendo sì che l'oggetto resti intriso del veleno mortale della creatura e possa quindi anche distruggere gli Horcrux. Dopo aver usato la spada per distruggere l'anello di Gaunt, Silente la lascia in eredità a Harry nel suo testamento, ma il Ministero della Magia rifiuta di accettare il lascito in quanto l'artefatto non apparteneva a Silente e di esso si erano comunque perse le tracce. In seguito si apprende che la spada è rimasta in mano a Severus Piton, il quale nei Doni della Morte la fa pervenire a Harry, Ron e Hermione affinché possano distruggere il medaglione di Serpeverde. La spada viene poi rubata a Harry dal folletto Unci-Unci durante l'infiltrazione alla Gringott, ma si ripresenta durante la battaglia di Hogwarts, tramite il Cappello parlante, a Neville Paciock, che la usa per uccidere Nagini.
La spada di Godric Grifondoro è ispirata alla leggenda della spada Excalibur, con la quale condivide il fatto di poter essere estratta solo da persone ritenute degne.

### Calice di fuoco
Il Calice di fuoco (Goblet of Fire) è una coppa di legno intagliata utilizzata come giudice imparziale per scegliere i contendenti del Torneo Tremaghi. I candidati inseriscono nel calice, che durante il periodo delle selezioni dei campioni è pieno di fiamme bluastre, dei foglietti con scritto il proprio nome, e poi, in un momento prestabilito, l'oggetto erutta in una fontana di fiamme arancioni i foglietti dei rappresentanti scelti; in seguito le fiamme si spengono e non si riaccendono fino al Torneo successivo. Mettere il proprio nome nel calice costituisce un contratto magico vincolante: una volta che un campione viene selezionato, lui o lei non possono più tirarsi indietro. Nel Calice di fuoco Barty Crouch Jr. esegue sul Calice di fuoco un incantesimo Confundus molto potente (trattandosi di un oggetto magico molto resistente), che gli permette di far selezionare Harry come quarto contendente al torneo.

## Oggetti e mezzi di comunicazione

### Specchi gemelli
Gli specchi gemelli sono una coppia di specchi collegati tra loro che possono essere utilizzati per vedersi e comunicare a distanza. James Potter e Sirius Black possedevano degli specchi gemelli che usavano per comunicare quando a Hogwarts finivano in punizione in stanze separate; uno di questi viene ceduto da Sirius a Harry nell'Ordine della Fenice. Dopo la sua morte, lo specchio di Sirius finisce nelle mani del ricettatore Mundungus Fletcher, che lo vende ad Aberforth Silente. Tramite il frammento di specchio ancora in possesso di Harry, Aberforth può quindi vegliare sul ragazzo, come nei Doni della Morte, quando invia in suo soccorso l'elfo Dobby per liberarlo da Villa Malfoy.

### Strillettera
Una strillettera (Howler) è una lettera contenuta in una busta rossa che viene inviata per comunicare dispiacere o rabbia del mittente verso il destinatario in modo forte e pubblico. Quando viene aperta, la strillettera inizia a urlare al destinatario il proprio testo con la voce del mittente amplificata e una volta terminata la lettura si incendia; se non viene aperta subito, esplode e inizia a urlare anche più forte. Strillettere vengono inviate da Molly Weasley al figlio Ron nella Camera dei segreti, per rimproverarlo di aver rubato l'auto volante del padre per andare a Hogwarts, e da Augusta Paciock al nipote Neville nel Prigioniero di Azkaban, sgridandolo per aver perso le parole d'ordine per l'accesso alla sala comune di Grifondoro poi trovate da Sirius Black.

## Oggetti e mezzi di trasporto

### Armadio svanitore
L'armadio svanitore (vanishing cabinet) è un grosso armadio a due ante in grado di trasferire ciò che vi entra a un armadio gemello. Nel film Il principe mezzosangue viene rivelato che gli armadi svanitori erano molto popolari all'epoca della prima ascesa di Voldemort, poiché permettevano alle persone di sparire rapidamente in caso di visite sgradite da parte di Voldemort e dei Mangiamorte. Due armadi svanitori tra di loro collegati si trovano nella Stanza delle Necessità a Hogwarts e nel negozio Magie Sinister a Notturn Alley. Nell'Ordine della Fenice Fred e George Weasley vi rinchiudono dentro il Serpeverde Montague, membro della squadra d'inquisizione di Dolores Umbridge, il quale voleva togliere punti a Grifondoro senza motivo. È proprio grazie a questo episodio che Draco Malfoy viene a conoscenza della particolarità dell'armadio, in quanto, dopo essere riuscito a uscirne, Montague afferma di essere rimasto bloccato, a causa dell'armadio malfunzionante, in una specie di limbo in cui a volte distingueva le voci di Hogwarts e a volte sentiva quello che succedeva nel negozio Magie Sinister. Nel Principe mezzosangue Draco riesce a riparare l'armadio svanitore e lo utilizza per far entrare i Mangiamorte nell'altrimenti inaccessibile castello di Hogwarts.

### Auto volante

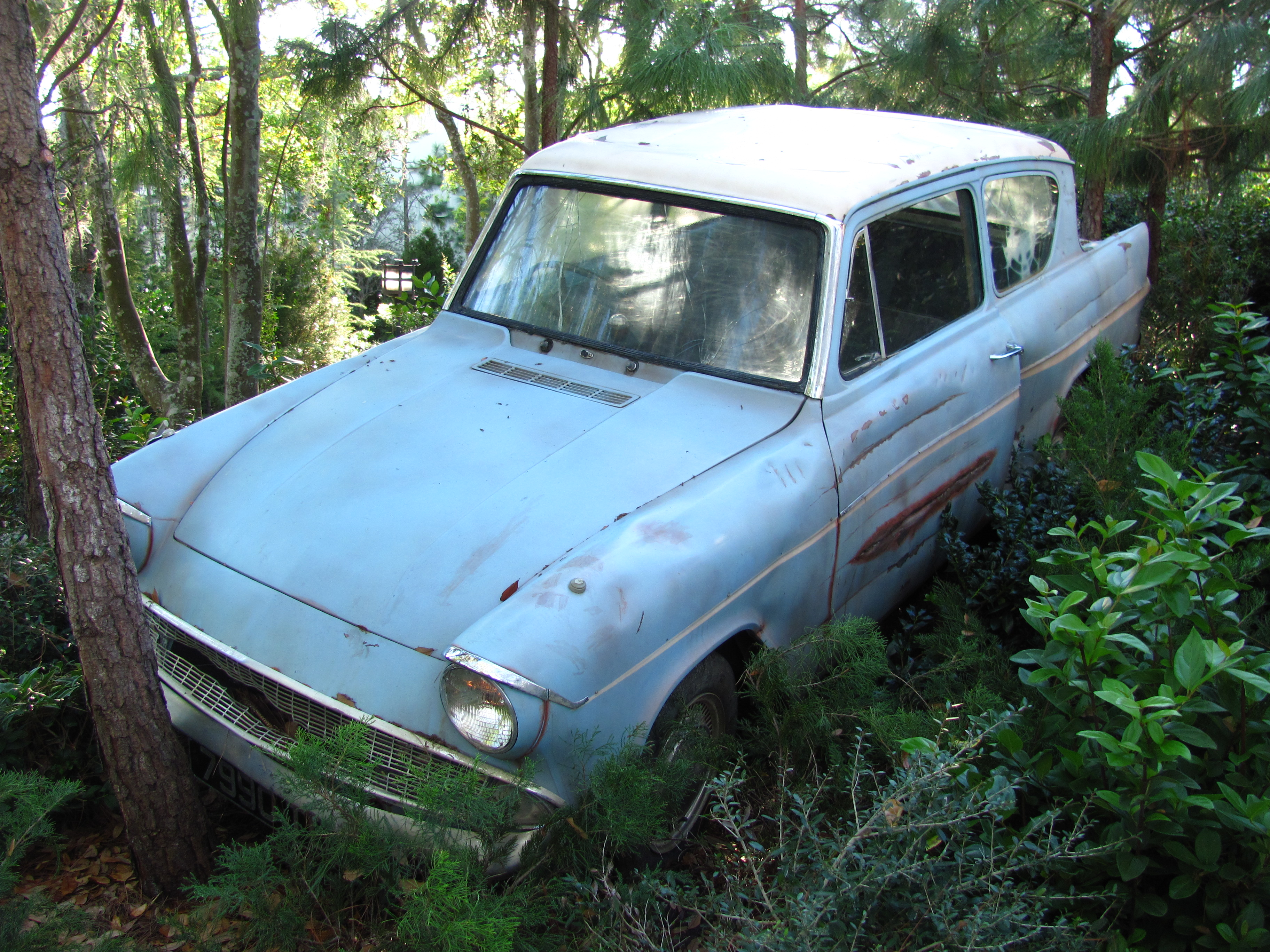
Una ricostruzione della Ford Anglia volante di Arthur Weasley nel parco a tema The Wizarding World of Harry Potter

La Ford Anglia 105E turchese di Arthur Weasley è un'automobile babbana modificata magicamente dal suo proprietario per renderla in grado di volare, diventare invisibile e trasportare l'intera famiglia Weasley nonostante le ridotte dimensioni esterne. Nella Camera dei segreti Fred, George e Ron usano di nascosto l'auto per salvare Harry dalla casa dei Dursley a Privet Drive, 4 e portarlo alla Tana, venendo sgridati dalla madre Molly. Harry e Ron rubano poi la macchina per arrivare a Hogwarts, dopo che Dobby ha bloccato l'accesso al binario 9 ¾. Giunti alla scuola, l'auto precipita sul Platano Picchiatore e viene danneggiata; essa si ribella poi ai due, scaraventadoli fuori con le loro valigie e fuggendo nella Foresta proibita. In seguito all'incidente, Arthur Weasley viene sottoposto a un'inchiesta ministeriale e multato per aver contravvenuto, con le modifiche al veicolo, alle leggi sull'uso improprio dei manufatti babbani (oltretutto il suo stesso lavoro consiste proprio nel far rispettare tali leggi), dopo che alcuni Babbani hanno visto la macchina volare. Inselvatichitasi nel corso della sua permanenza nella foresta, l'auto interviene ancora una volta per salvare Harry e Ron dalle Acromantule e poi sparisce.
Durante le riprese del film La camera dei segreti furono utilizzate sedici vetture diverse, alcune sospese su apposite gru per filmare le scene di volo, altre parzialmente distrutte dal Platano Picchiatore e altre ancora con un aspetto selvatico dopo un anno trascorso nella Foresta proibita.

### Espresso di Hogwarts
L'Espresso di Hogwarts (Hogwarts Express) è un treno a vapore di colore rosso che porta gli studenti da Londra alla stazione di Hogsmeade, vicino Hogwarts. Il treno parte dalla stazione di King's Cross al binario 9 ¾, inaccessibile ai babbani, il 1° settembre di ogni anno alle 11 del mattino, e arriva a Hogsmeade in serata senza effettuare fermate intermedie. Effettua corse analoghe tra Londra e la scuola per gli studenti che tornano a casa durante le vacanze natalizie e per riportare a Londra gli studenti alla fine dell'anno scolastico. L'Espresso di Hogwarts fu introdotto dal Ministro della Magia Ottaline Gambol nella seconda metà dell'Ottocento in sostituzione delle precedenti modalità di trasporto degli studenti fino a Hogwarts — tramite scope volanti, carrozze, creature magiche, materializzazione o passaporte — considerate poco sicure, indiscrete e inefficienti. I prefetti viaggiano in uno scompartimento separato e tengono a bada gli studenti durante il tragitto; gli unici adulti che normalmente si trovano a bordo sono invece il macchinista e una strega che vende dolci magici da un carrello. Sull'Espresso di Hogwarts nella Pietra filosofale Harry incontra per la prima volta quelli che diventeranno i suoi migliori amici: Ron Weasley e Hermione Granger.
La locomotiva utilizzata nei film è la GWR 4900 Class 5972 Olton Hall della Great Western Railway, costruita nel 1937 e rimasta in esercizio fino al 1963. Per riflettere l'aspetto fornito nelle descrizioni dei libri, la motrice, di colore verde in origine, venne riverniciata di nero e rosso e vennero aggiunte delle targhe laterali e frontali con il nome. Come carrozze vennero utilizzate invece quattro vetture Mark 1 della British Rail. La West Highland Line in Scozia costituì la location per le riprese del treno in viaggio.

### Giratempo
Una giratempo (time turner) è uno strumento con cui si può viaggiare nel tempo. Ne esistono di varie forme, ma gli elementi costituenti fondamentali sono una collana e una piccola clessidra come ciondolo. Per viaggiare indietro nel tempo bisogna indossare la collana e girare la clessidra tante volte quante sono le ore di cui si desidera arretrare. Le giratempo sono custodite dal Ministero della Magia e il loro utilizzo è fortemente regolamentato, in quanto chi viaggia nel tempo corre il rischio di incontrare la versione passata o futura di sé stesso/a e di interferire con lo scorrere degli eventi, generando in alcuni casi dei paradossi temporali o cambiando il corso degli eventi.
Nel Prigioniero di Azkaban Hermione riceve una giratempo da Minerva McGranitt per poter frequentare più di dieci corsi di studio a causa della sovrapposizione delle lezioni. Ella mantiene l'oggetto segreto, sebbene alcune sue improvvise apparizioni e scomparse facciano sospettare qualcosa a Harry e Ron. Al termine del romanzo, su consiglio di Silente, lei e Harry usano la giratempo per tornare indietro nel tempo e salvare Sirius Black e Fierobecco dalle loro rispettive condanne. La giratempo di Hermione viene restituita al termine dell'anno e le restanti giratempo ministeriali vengono poi distrutte accidentalmente durante la battaglia dell'Ufficio Misteri nell'Ordine della Fenice. Le giratempo hanno inoltre un ruolo centrale nell'opera teatrale La maledizione dell'erede: Albus Potter e Scorpius Malfoy, infatti, si procurano l'ultima giratempo rimasta e la utilizzano per viaggiare nel tempo e cercare di salvare Cedric Diggory, fallendo e causando numerose realtà parallele alternative con il conseguente temporaneo ritorno di Voldemort.

### Nottetempo

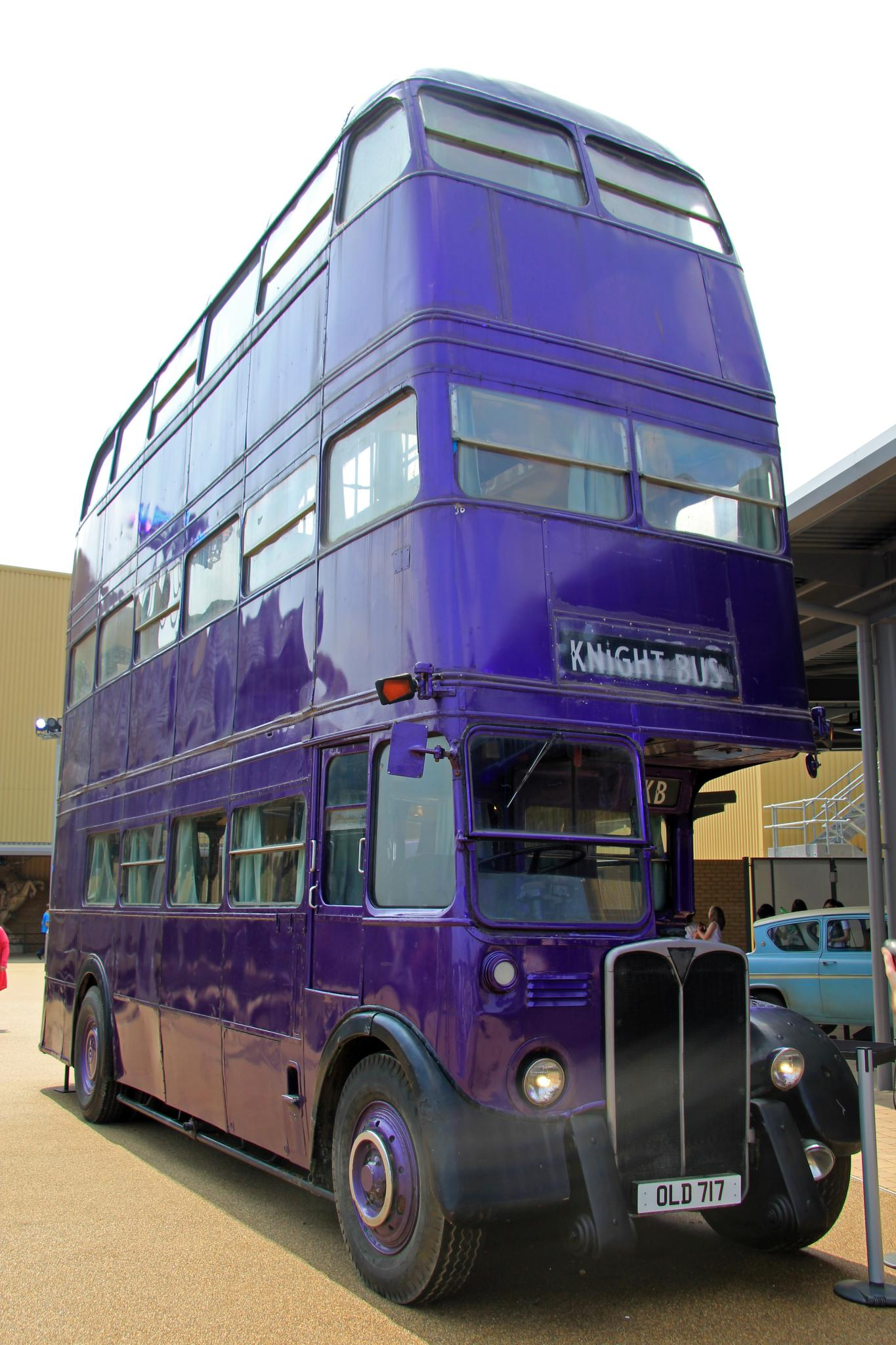
Il Nottetempo utilizzato per le riprese del film Il prigioniero di Azkaban in esposizione agli Studi Leavesden

Il Nottetempo (Knight Bus) è un autobus utilizzato da maghi e streghe per spostarsi in Gran Bretagna. È un mezzo di trasporto economico e alternativo per chi non vuole o non può utilizzare forme di trasporto come scope volanti, metropolvere o materializzazione. Per richiedere l'arrivo del Nottetempo si deve puntare la bacchetta verso la strada, e per la corsa viene addebitato un costo proporzionale alla distanza della destinazione. L'autobus non segue un percorso prefissato ma si sposta solo tra le località di destinazione richieste dai passeggeri, sfrecciando per le strade invisibile ai Babbani ed evitando gli ostacoli; per distanze più lunghe può spiccare dei balzi spazio-temporali di un miglio, accompagnati da forti botti e violente accelerazioni e decelerazioni. Il Nottetempo appare come un autobus a tre piani di colore viola scuro. Al suo interno ha delle sedie scompagnate di giorno e dei letti a castello di notte. Il conducente è Ernie Urto, mentre il bigliettaio è Stan Picchetto. Harry prende per la prima volta il Nottetempo nel Prigioniero di Azkaban, quando lo richiama involontariamente dopo essere scappato dalla casa dei Dursley e lo usa per recarsi al Paiolo Magico.
Il nome originale Knight Bus deriva da knight ("cavaliere"), scelto dalla Rowling perché il Nottetempo arriva in soccorso dei bisognosi come un vero cavaliere e per la sua omofonia con night bus ("autobus notturno"). Per le riprese del film Il prigioniero di Azkaban il Nottetempo venne ricavato da tre veicoli AEC Regent III RT con un terzo piano aggiuntivo e riverniciati di viola.

### Passaporta
La passaporta (portkey) è un oggetto comune che viene stregato affinché trasporti in un determinato luogo chi lo tocca. Può essere di tipo permanente o attivarsi solo in un istante predeterminato. Per creare una passaporta è necessario effettuare l'incantesimo Portus previa autorizzazione del Ministero della Magia. Solitamente le passaporte vengono create in oggetti vecchi e di scarso valore, in modo che se un Babbano li trovasse non sentirebbe il bisogno di raccoglierli. Viaggiare tramite passaporta può causare sensazioni sgradevoli come nausea e giramenti di testa; quando il viaggio con una passaporta ha inizio si avverte un fastidioso strattone all'altezza dell'ombelico. Nel Calice di fuoco Barty Crouch Jr. trasforma la coppa del Torneo Tremaghi in una passaporta per trasportare Harry da Voldemort al cimitero di Little Hangleton.

### Scopa volante
La scopa volante o manico di scopa (broomstick) è il mezzo di trasporto più usato dai maghi e streghe di ogni età, nonché lo strumento essenziale per il gioco del quidditch. È efficace e sicura, ma meno veloce di altre forme di trasporto come la materializzazione e piuttosto scomoda per lunghi viaggi. Le scope volanti sono dei beni di consumo molto diffusi nel mondo magico: ne esistono svariati produttori e modelli, ciascuno con le sue caratteristiche, che vanno da costosi esemplari sportivi, a manici di scopa concepiti per famiglie in cui trovano posto più persone e bagagli, fino a scope volanti giocattolo per bambini, che si sollevano dal suolo solo di una sessantina di centimetri. Esistono inoltre in commercio dei kit per la cura e la manutenzione delle scope, muniti di creme per la lucidatura del manico e piccole forbici per la cura della coda.
Gli studenti del primo anno di Hogwarts ricevono lezioni di volo, ma non è loro permesso l'uso di scope volanti personali; un'eccezione viene fatta per Harry nella Pietra filosofale, quando Minerva McGranitt scopre il talento di Harry nel volo, lo nomina cercatore della squadra di quidditch di Grifondoro e gli fornisce un esemplare di Nimbus 2000, modello di scopa da corsa di ultima generazione. Nella Camera dei segreti Draco Malfoy ottiene il ruolo di cercatore di Serpeverde grazie all'acquisto fatto da suo padre di un set di Nimbus 2001, la versione migliorata della Nimbus 2000, per lui e per il resto della squadra. Nel Prigioniero di Azkaban Harry riceve in regalo dal suo padrino Sirius Black una Firebolt, la scopa da competizione più veloce mai prodotta, in sostituzione della sua Nimbus distrutta dal Platano Picchiatore durante una partita di quidditch. Oltre alle partite di quidditch, Harry utilizza la Firebolt nel Calice di fuoco per superare la prima prova del Torneo Tremaghi.

## Oggetti vari

### Avversaspecchio
L'avversaspecchio (Foe-glass) è uno specchio che rileva la presenza dei propri nemici. Sulla sua superficie mostra figure sfocate, le quali diventano sempre più nitide man mano che i nemici si avvicinano o si fanno più pericolosi; secondo Barty Crouch Jr. si è veramente nei guai quando si riesce a distinguere il bianco degli occhi delle figure. Barty Crouch Jr. utilizza un avversaspecchio quando impersona Alastor Moody nel Calice di fuoco; lo stesso oggetto viene poi spostato nella Stanza delle Necessità e usato durante le riunioni dell'Esercito di Silente nell'Ordine della Fenice.

### Bezoar
Un bezoar è una pietra magica, simile a un rene raggrinzito, che si trova dentro la pancia delle capre e che agisce come antidoto contro molti veleni, motivo per cui ne è sempre presente una buona scorta nell'aula di pozioni a Hogwarts. Nel Principe mezzosangue Harry ricorre a un bezoar per salvare Ron dopo che esso ha bevuto dell'idromele avvelenato destinato a Silente. L'oggetto è ispirato al bezoario, un conglomerato indigerito di sostanze estranee alla normale dieta dell'organismo nel quale si ritrova e a cui anticamente si attribuivano proprietà curative.

### Deluminatore
Il deluminatore (Deluminator), chiamato anche spegnino (Put-Outer) nella Pietra filosofale, è un dispositivo creato da Albus Silente per spegnere o ripristinare le luci di un'area in cui ci si trova. Si presenta come un piccolo oggetto cilindrico simile a un accendino; quando viene azionato, premendo sul suo unico pulsante, risucchia tutta la luce artificiale presente nel luogo al suo interno, per poi liberare la luce, che ritorna dove era prima, quando viene azionato di nuovo. Silente fa occasionalmente uso dello strumento e alla sua morte lo lascia in eredità a Ron. Questi ne scopre una nuova funzione, che gli permette di ritrovare la strada verso il luogo dove si trovano Harry e Hermione grazie a una misteriosa luce emessa dal deluminatore che gli funge da guida dopo che Hermione ha pronunciato il suo nome.

### Mappa del Malandrino

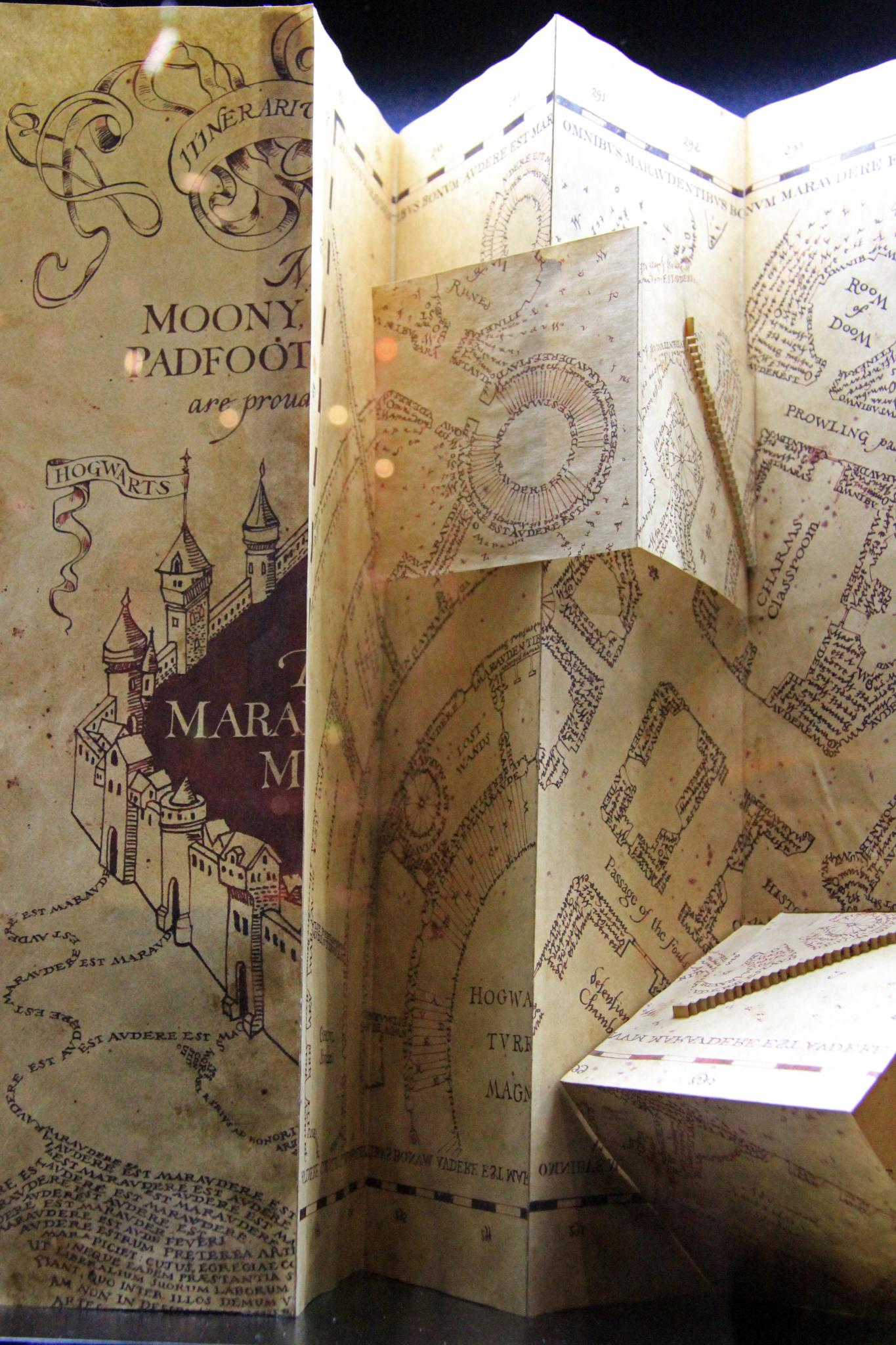
La Mappa del Malandrino creata per le riprese del film Il prigioniero di Azkaban

La Mappa del Malandrino (Marauder's Map) è una mappa di Hogwarts creata da James Potter, Sirius Black, Remus Lupin e Peter Minus durante i loro anni di studio e firmata con i loro soprannomi di allora: Ramoso, Felpato, Lunastorta e Codaliscia, noti collettivamente come Malandrini. All'apparenza sembra un semplice foglio di pergamena piuttosto logoro, ma se la si tocca con la bacchetta e si pronunciano le parole "Giuro solennemente di non avere buone intenzioni" appare una mappa che rappresenta la scuola e tutti i suoi passaggi segreti. La mappa è in grado di localizzare chiunque sia a Hogwarts e di mostrarne la posizione in tempo reale, non risentendo di alcun tipo di trasfigurazione e disillusione, come la pozione polisucco o il Mantello dell'invisibilità; riporta inoltre informazioni su come aprire ed utilizzare i passaggi segreti. Una volta usata, toccandola di nuovo con la bacchetta e pronunciando la frase "Fatto il misfatto", la mappa scompare e torna a sembrare un'innocua pergamena.
La Mappa del Malandrino venne creata dai quattro studenti combinando la loro profonda conoscenza della scuola ottenuta nel corso delle loro frequenti scappatelle notturne o tramite le esplorazioni sotto al Mantello dell'invisibilità di James. Nel loro ultimo anno di scuola, l'oggetto venne requisito da Argus Gazza, il quale, pur non potendo verificarlo di persona, doveva aver intuito vagamente di cosa si trattasse. Nel loro primo anno a Hogwarts Fred e George Weasley ne entrano in possesso rubandola dall'ufficio di Gazza e ne ottengono un'impareggiata conoscenza della scuola e dei suoi passaggi segreti per i loro scherzi e bravate. Nel Prigioniero di Azkaban i due la cedono a Harry, per permettergli di visitare Hogsmeade tramite un passaggio segreto aggirando così la sua mancanza di un permesso firmato. Da questo momento in poi la Mappa del Malandrino diviene uno degli strumenti più utili a disposizione di Harry nelle sue avventure ed esplorazioni a Hogwarts.
Nel Calice di fuoco Barty Crouch Jr. nelle vesti di Alastor Moody requisisce la mappa a Harry, ma poi il giovane la utilizza normalmente nei romanzi seguenti. La Rowling ha motivato questa discrepanza ammettendo di essersi dimenticata di aggiungere che Harry recupera l'oggetto dall'ufficio del professore al termine del Torneo Tremaghi, ma che forse avrebbe fatto meglio a "lasciarla lì" in quanto divenne difficile lavorare con una tale fonte di libertà e di informazioni per Harry. Nella Maledizione dell'erede Harry, ancora in possesso della mappa, la consegna a Minerva McGranitt affinché tenga d'occhio suo figlio Albus Severus.

### Pensatoio

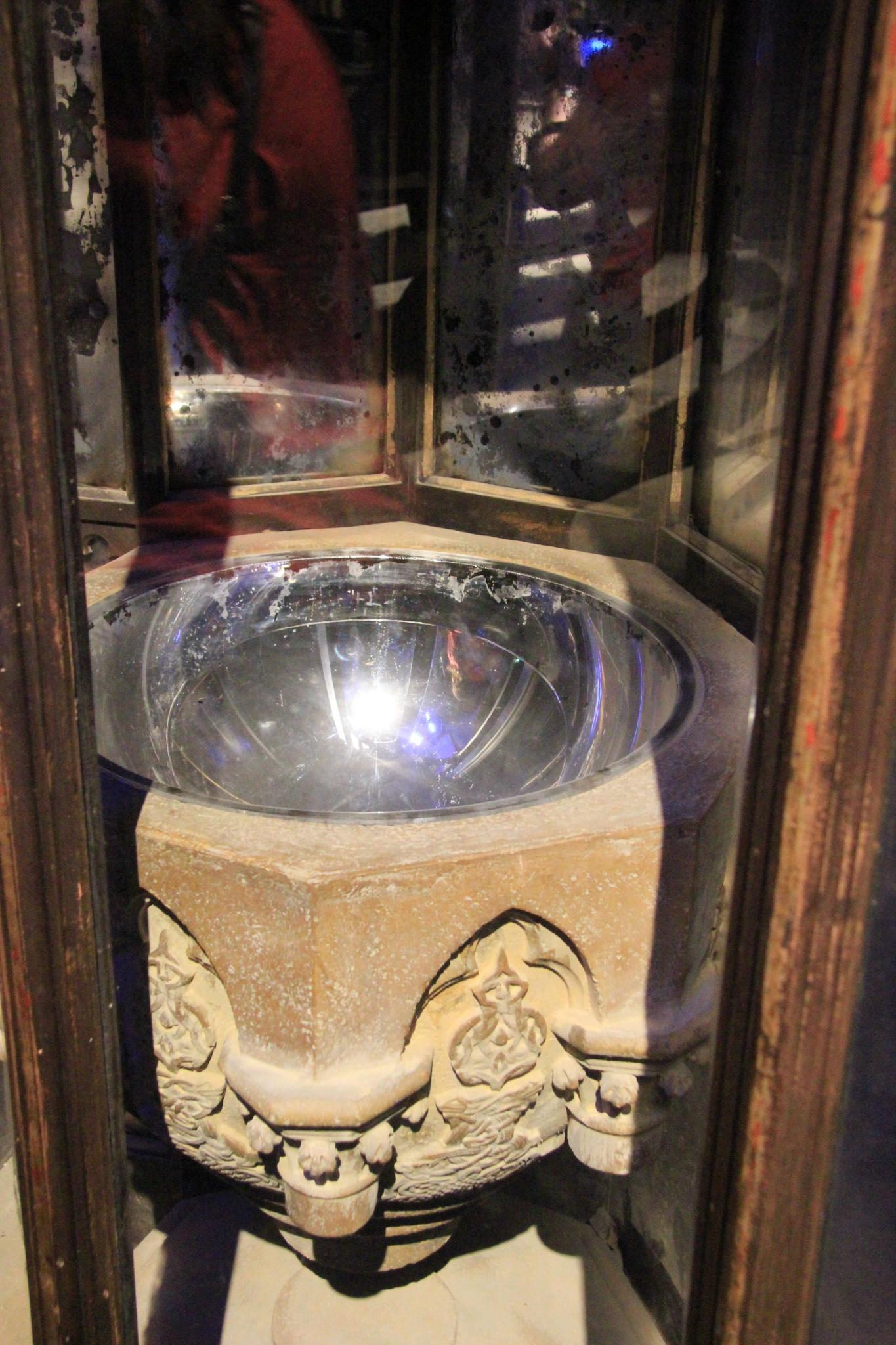
Il pensatoio

Il pensatoio (Pensieve) è un bacile di pietra o di metallo, spesso finemente decorato, usato per contenere ed esaminare i ricordi consentendo una visione retrocognitiva.
I ricordi possono essere estratti dalla mente portandosi la bacchetta alla tempia e rimanendovi attaccati come sottili filamenti; quando vengono poi versati nel catino assumono la forma di una sostanza evanescente a metà strada tra il liquido e il gassoso. Il pensatoio è utilizzato per liberare la memoria quando diviene troppo piena di informazioni, per riesaminare e riordinare particolari ricordi in qualsiasi momento o per mostrarli a qualcun altro. Per osservare un ricordo bisogna immergere nel contenuto del bacile una parte del proprio corpo; a quel punto si viene risucchiati all'interno e si assiste alla scena da un punto di vista onnisciente in terza persona, senza essere visti o sentiti in alcun modo dalle persone presenti nel ricordo e potendo cogliere tutti i dettagli della scena anche se la persona da cui proviene il ricordo non li aveva notati o ricordati perfettamente.
Per la loro capacità di custodire e rendere visibili i ricordi più intimi di una persona, i pensatoi sono considerati oggetti molto personali, tanto da venire tradizionalmente seppelliti insieme ai loro proprietari, e sono poche le persone nel mondo magico a farne uso. Un'eccezione è rappresentata dal pensatoio nell'ufficio del preside di Hogwarts, che è stato utilizzato da generazioni di presidi e costituisce un catalogo inestimabile di ricordi. Esso viene visto la prima volta nel Calice di fuoco; nel Principe mezzosangue e nei Doni della Morte Harry ne fa uso per indagare tramite i ricordi nel passato di Voldemort e per assistere alle memorie lasciategli in punto di morte da Severus Piton.
Il nome dell'oggetto è un omofono di pensive ("pensieroso"), ma costituisce anche un gioco di parole con sieve ("setaccio") in quanto permette di mettere ordine nei propri pensieri.

### Ricordella
Una ricordella (Remembrall) è una piccola sfera trasparente che diventa rossa se il proprietario ha dimenticato qualcosa; tuttavia non risolve il problema principale, ovvero ricordare allo smemorato cosa ha dimenticato. Augusta Paciock ne invia una a suo nipote Neville a Hogwarts nella Pietra filosofale. Questa gli viene sottratta per scherzo da Draco Malfoy ed è recuperata in volo da Harry, il quale con questa prodezza impressiona la professoressa McGranitt, che anziché espellerlo per aver volato senza permesso lo fa entrare nella squadra di quidditch di Grifondoro.

### Specchio delle brame

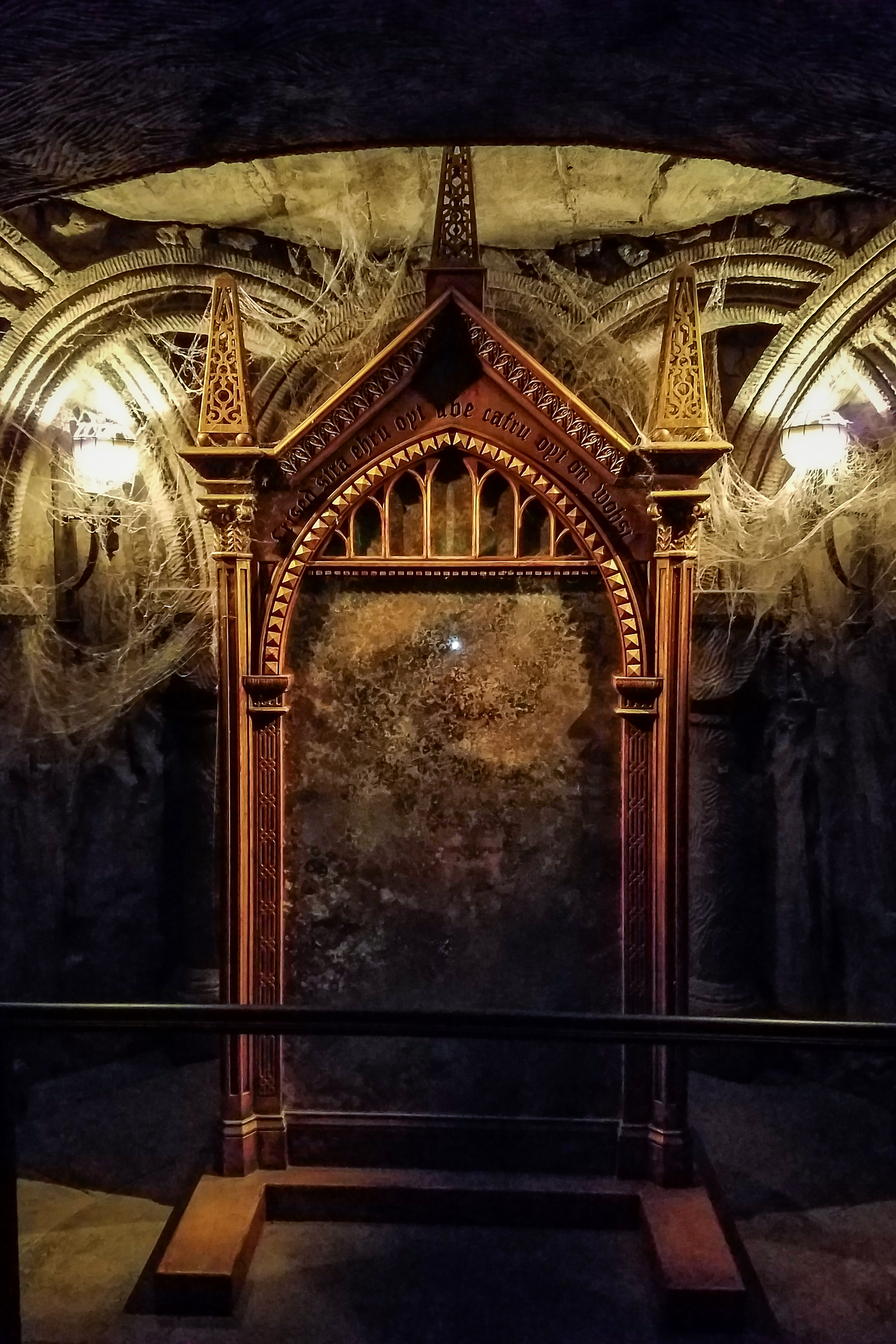
Lo Specchio delle brame in esposizione agli Universal Studios Hollywood

Lo Specchio delle brame (Mirror of Erised) è uno specchio magico che mostra i desideri più profondi della persona che vi si guarda. È grande, con una cornice riccamente decorata e un'iscrizione sulla sommità che recita: "Erouc li am otlov li ottelfir non" che letta al contrario diventa "Non rifletto il volto ma il cuore", in originale inglese erised stra ehru oyt ube cafru oyt on wohsi (quindi I show not your face but your heart's desire), da cui il nome originale "Mirror of Erised". Nella traduzione italiana questo gioco di parole sul nome è andato inizialmente perduto, per poi essere ripristinato nella nuova edizione del 2011, in cui l'oggetto viene ribattezzato Specchio delle Emarb.
Harry scopre lo specchio in un'aula vuota di Hogwarts nella Pietra filosofale, dove è stato portato probabilmente da un professore affascinato dal suo potere. Harry vi vede i suoi genitori e l'intera famiglia Potter dietro di lui, dal momento che non li ha mai conosciuti; Ron vi vede sé stesso caposcuola, prefetto di Grifondoro e capitano di quidditch, in quanto desidera essere il migliore dei suoi fratelli dopo una vita passata alla loro ombra; Silente invece afferma di vedere sé stesso con in mano dei calzini, visto che ne ha sempre bisogno e non ne riceve mai per Natale, sebbene la Rowling abbia dichiarato che il preside vi vedrebbe in realtà la sua famiglia in vita, al completo e felice.
I poteri dello Specchio delle brame si ricollegano alle credenze tradizionalmente associate agli specchi, in particolare il potere di riflettere l'anima di una persona, permettendole una più ampia conoscenza della propria interiorità e delle proprie aspirazioni. Lo Specchio delle brame viene posto da Silente come ultima protezione della pietra filosofale. Egli vi nasconde dentro la pietra in modo tale che solo una persona che voglia trovarla e non usarla, e che quindi nello specchio si vedrebbe semplicemente con in mano la pietra, la possa ottenere, mentre chi desiderasse usare la pietra, che vedrebbe sé stesso preparare l'elisir di lunga vita o trasformare i metalli in oro, non potrebbe prenderla. L'oggetto riesce a impedire a Quirinus Raptor di appropriarsi della pietra filosofale. Lo specchio costituisce una prova del carattere. Harry dimostra infatti le proprie virtù, in quanto mosso da intenti disinteressati e altruisti, meritando l'avverarsi dei propri desideri.